# خانواده اخموند
خانواده اخموند (هلندی: Egmond family) نام خانواده‌ای هلندی و منسوب به شهر اخموند است که در تاریخ هلند در دوران قرون وسطی نقش مهمی ایفا نموده‌است آنها در طول قرون وسطی یکی از اصلی‌ترین خانواده‌های نجیب هلند بودند. این خانواده گفته شده‌است که فرزندان پادشاهان فریزلند بودند. آنها به لطف تعدادی از ازدواج‌های مهم، آنها توانستند قلمروهایی را به حوزه قدرتشان اضافه کنند.
این خانواده در دوران حکومت بورگوندی و هابسبورگ بر هلند بیشتر اهمیت یافت. در اواخر قرن ۱۵، شاخه ارشد به خانواده سلطنتی گولدر تبدیل شد، شاخه‌های ارشد خانواده در قرن‌های شانزدهم و هفدهم نقل مکان کردند، اما شاخه‌های غیرقانونی به قرن بیست و یکم رسیده‌اند